# Condensación intersticial
La condensación intersticial es un fenómeno de condensación que se produce en el interior de un material debido a una brusca caída de temperatura entre uno de sus lados y el otro. Este fenómeno es típico en la mayoría de los aislantes térmicos.

## Proceso
La cantidad de vapor de agua que puede soportar el aire varía notablemente en función de la temperatura. Por ejemplo, a 25 °C, la saturación (el 100% de humedad relativa) se alcanza con 20g de agua , 25 °C a 14 °C, cerca de la mitad del vapor se condensará en forma de agua.

## Inconvenientes
El aire es muy buen aislante térmico, por lo que la mayoría de materiales aislantes se obtienen mediante estructuras que atrapan aire o a veces gas. Cuando se producen condensaciones intersticiales, este aire es sustituido por agua, que contrario al aire, es buena conductora del calor. Por este motivo, cuando los materiales aislantes se mojan, pierden sus propiedades.
Para evitar esto, en los cerramientos se colocan barreras de vapor, que dificultan y ralentizan el paso de vapor a través de la pared, y permiten que el aislamiento permanezca seco. Las barreras de vapor se colocan en combinación con cámaras de aire, que permiten la adecuada ventilación del aislante.